# Groenkaphoningeter
De groenkaphoningeter ( Ptilotula plumula synoniem: Lichenostomus plumulus) is een zangvogel uit de familie Meliphagidae (honingeters).

## Verspreiding en leefgebied
Deze vogel is endemisch in Australië en telt drie ondersoorten:
- P. p. plumula - komt voor van West-Australië tot centraal Zuid-Australië.
- P. p. planasi - komt voor in Noord-Australië (centraal Queensland).
- P. p. graingeri - komt voor van centraal Queensland en New South Wales tot Zuid-Australië.

## Status
De grootte van de populatie is niet gekwantificeerd maar de soort wordt omschreven als schaars. Op de Rode lijst van de IUCN heeft deze soort de status niet bedreigd.